# Agencia Europea para la Seguridad y la Salud en el Trabajo
La Agencia Europea para la Seguridad y la Salud en el Trabajo (EU-OSHA por sus siglas en inglés) es el órgano de la Unión Europea (UE) encargado de recopilar, coordinar y distribuir la información relativa a la seguridad y la salud en el trabajo entre los Estados miembros de la UE y los medios interesados.
Esta agencia Europea constituye uno de los órganos más importantes de la política social de la UE. También uno de los que presenta mayores desafíos por el gran número de accidentes laborales que suceden todo el tiempo.                     Se estima que cada cinco segundos un trabajador de la UE se ve afectado por un accidente laboral y que cada dos horas  muere uno producto del accidente.
EU-OSHA tiene su sede en Bilbao (España) y cuenta con una plantilla de expertos en SST (Seguridad y salud laboral) comunicación y administración pública.

## Historia
En 1994 se instituyó la Agencia Europea para la Seguridad y la Salud en el Trabajo: para recopilar, analizar y divulgar información relacionada con la SST.
La creación de organismos comunitarios descentralizados no es algo nuevo, puesto que los primeros organismos (el Centro Europeo de Desarrollo de la Formación Profesional y la Fundación para la Mejora de las Condiciones de Vida y de Trabajo) datan de los años 70. Sin embargo, en la década de los noventa y al hilo de la dinámica de la realización del mercado interior, han aparecido una serie de organismos nuevos, dando una nueva dimensión a lo que constituye el modelo comunitario de agencias europeas en la actualidad. Las llamadas agencias de segunda generación constituyen la respuesta a un deseo de descentralización geográfica y a la necesidad de hacer frente a nuevas tareas de naturaleza técnica o científica. La mayoría de ellas inició sus actividades en 1994 o 1995, tras la decisión del Consejo Europeo de Bruselas de 29 de octubre de 1993 que fijó la sede de siete agencias, algunas de las cuales ya tenían su reglamento de base aprobado por el Consejo varios años antes. En diciembre de 2003, los jefes de Estado y de Gobierno decidieron de nuevo las sedes de varias agencias, algunas de las cuales ya estaban funcionando en Bruselas provisionalmente. A este grupo de agencias lo llamamos de «tercera generación». Instauración efectiva de la Agencia La primera reunión del consejo de dirección de la Agencia se celebró los días 25 y 26 de octubre de 1995 en la sede de la Agencia en Bilbao (España). El 3 de julio de 1996 el consejo de dirección eligió el primer director de la Agencia, quien tomó posesión el 15 de septiembre de 1996 y reclutó al personal permanente que permite a la Agencia ser completamente operativa. La Agencia debe establecer una red que comprenda: • Los principales elementos que componen las redes nacionales de información, incluidas las organizaciones nacionales de los interlocutores sociales, de acuerdo con la legislación nacional; • Los centros de referencia nacionales; • Los centros temáticos europeos.

## Misión y funcionamiento
La misión de la Agencia es hacer los lugares de trabajo europeos más saludables, seguros y productivos, y en particular fomentar una cultura de la prevención efectiva.
Enfrentarse a la diversidad que entraña la seguridad y la salud en el trabajo (SST) y a la necesidad de incrementar la sensibilización en el centro de trabajo es una tarea que rebasa los recursos y habilidades de un solo Estado miembro.
La Agencia se encarga de:
- Recoger y analizar información técnica, científica y económica relativa a la seguridad y la salud en el trabajo en los Estados miembros y difundirla entre los organismos comunitarios, otros Estados miembros y partes interesadas;
- Fomentar y apoyar la cooperación y el intercambio de información y experiencias entre los Estados miembros en el ámbito de la seguridad y la salud en el trabajo;
- Facilitar a los organismos comunitarios y a los Estados miembros la información técnica, científica y económica objetiva, necesaria para la formulación y aplicación de políticas sensatas y eficaces de protección de la seguridad y la salud de los trabajadores;
- Establecer, en cooperación con los Estados miembros, y coordinar una red de información que incluya las agencias y organizaciones a escala nacional, comunitaria e internacional que facilitan este tipo de informaciones y servicios;
- Recoger y hacer disponible la información sobre las cuestiones de seguridad y salud procedentes de y con destino a terceros países y organizaciones internacionales: Organización Mundial de la Salud (OMS), Organización Internacional del Trabajo (OIT), Organización Panamericana de la Salud (OPS), Organización Marítima Internacional (OMI), etc.;
- Contribuir al desarrollo de estrategias y programas de acción comunitarios relativos al fomento de la seguridad y de la salud en el trabajo, sin perjuicio de las competencias de la Comisión;

La Agencia está representada en los distintos Estados miembros por una red de «centros de referencia», normalmente las principales organizaciones responsables de la SST en sus respectivos países. Los centros de referencia trabajan a través de redes tripartitas constituidas por representantes del gobierno, empresarios y trabajadores. Esta estructura tripartita se refleja asimismo en la composición del consejo de administración de la Agencia.

## Objetivo
Los objetivos de las agencias individuales son múltiples:
```
         1. Introducen un grado de descentralización y dispersión de las actividades comunitarias. 
         2. Confieren un perfil más elevado a las tareas que les son asignadas, identificándolas con las propias agencias.
         3. Algunas responden a la necesidad de desarrollar conocimientos científicos o técnicos en determinados ámbitos bien definidos. 
         4. Otras tienen como función integrar diversos grupos de interés, facilitando así el diálogo a escala o internacional...
```